# 高望
高望（？—189年），京兆人，東漢宦官，「十常侍」之一。

## 生平
早年經歷不詳，在漢靈帝時期位居中常侍，封侯貴寵，曾擔任尚藥監，为灵帝嫡长子刘辩所宠信。刘辩通过灵帝信任的宦官上军校尉蹇硕意图让高望之子成为孝廉，京兆尹盖勋不肯。有人对盖勋说：“刘辩是未来的皇帝，蹇硕是陛下的宠臣，你都违背了他们的意愿，恐怕三怨成府。”盖勋回答：“选举贤良的人为官是为了报效国家，不是贤良我不会举荐，死又何悔！”
中平六年(189年)，袁紹入宮誅殺宦官，高望為袁紹及王匡所殺。